# Potok Górny (gemeente)

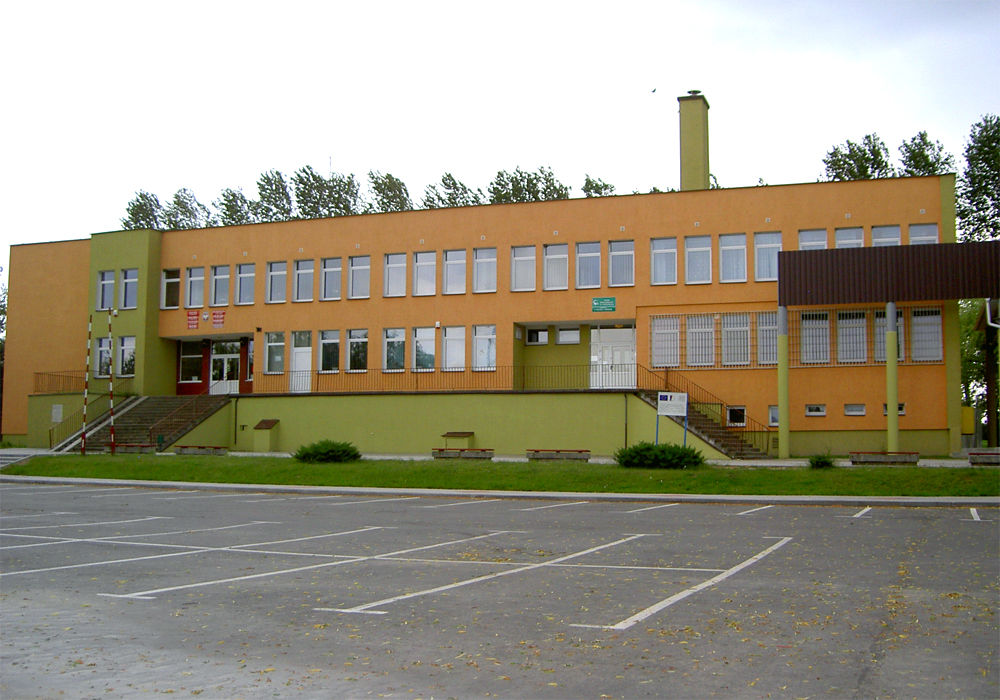
Urząd Gminy Potok Górny

De gemeente Potok Górny is een landgemeente in het Poolse woiwodschap Lublin, in powiat Biłgorajski.
De zetel van de gemeente is in Potok Górny.
Op 31 december 2006 gminę zamieszkiwały 5.552 inwoners.

## Oppervlakte gegevens
In 2002 bedroeg de totale oppervlakte van gemeente Potok Górny 110,94 km², waarvan:
- agrarisch gebied: 68%
- bossen: 27%

De gemeente beslaat 6,61% van de totale oppervlakte van de powiat.

## Demografie
Stand op 30 juni 2004:
| Omschrijving                   | Totaal | Totaal | Vrouwen | Vrouwen | Mannen | Mannen |
| ------------------------------ | ------ | ------ | ------- | ------- | ------ | ------ |
| eenheid                        | aantal | %      | aantal  | %       | aantal | %      |
| inwoners                       | 5679   | 100    | 2822    | 49,7    | 2857   | 50,3   |
| bevolkingsdichtheid (inw./km²) | 51,2   | 51,2   | 25,4    | 25,4    | 25,8   | 25,8   |

In 2002 bedroeg het gemiddelde inkomen per inwoner 1293,9 zł.

## Administratieve plaatsen (sołectwo)
Dąbrówka, Jasiennik Stary, Jedlinki, Kolonia Malennik, Lipiny Dolne, Lipiny Górne-Borowina, Lipiny Górne-Lewki, Naklik, Potok Górny (2 sołectwa), Szyszków, Zagródki.

## Aangrenzende gemeenten
Biszcza, Harasiuki, Krzeszów, Kuryłówka